# Pirrotina
La pirrotina o pirrotita es un mineral del grupo II (sulfuros), según la clasificación de Strunz, poco frecuente, cuya composición es sulfuro de hierro (II) no estequiométrico con un contenido variable de hierro: Fe(1-x)S (x = 0 - 0,2). Se encuentra junto a la pentlandita en rocas ígneas básicas, en filones y en rocas metamórficas. También se encuentra a menudo junto a la pirita, marcasita y magnetita, o presente en los meteoritos llegados a la Tierra.
El miembro final de la serie de minerales de fórmula FeS se conoce como troilita. La pirrotina es también llamada pirita magnética porque su color es similar a la pirita y es débilmente magnética. El magnetismo disminuye al disminuir el contenido de hierro, y la troilita no es magnética. 

## Etimología e historia
El nombre pirrotina (o pirrotita) deriva del griego pyrrhos, llama coloreada. La troilita recibe su nombre de un sacerdote jesuita italiano que recogió muestras de un meteorito caído en 1766 sobre la localidad de Albareto, Modena (Italia) y del que publicó una descripción detallada.

## Estructura cristalina

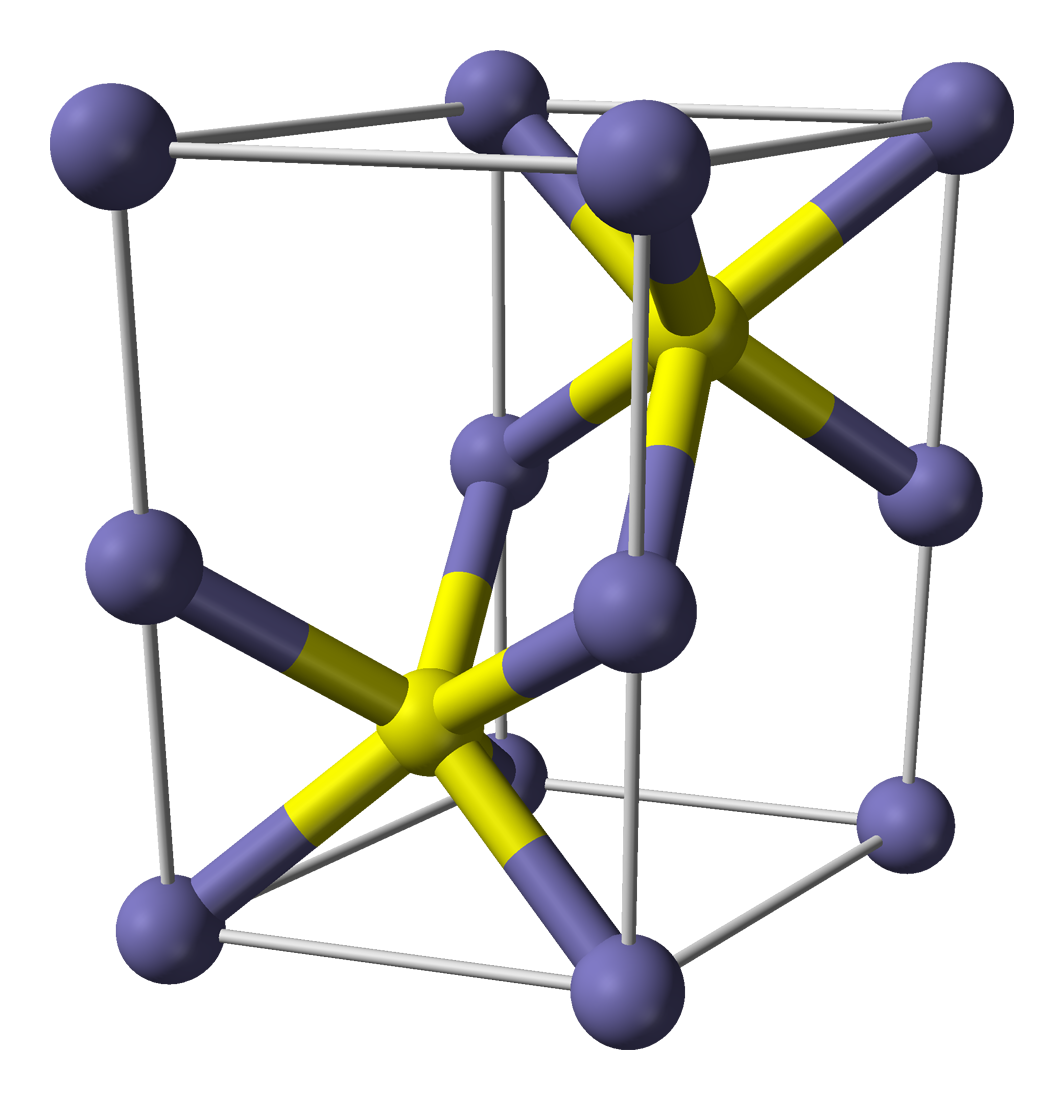
Estructura cristalina tipo NiAs de la pirrotina-1C básica.

La pirrotina tiene varios politipos de simetría cristalina hexagonal o monoclínica; a veces, se presentan varios politipos en el mismo espécimen. Su estructura cristalina está basada en la celdilla unidad de NiAs, donde el metal se presenta en coordinación octaédrica y los aniones siguen una ordenación prismática trigonal. 
Una importante característica de esta estructura es su capacidad para omitir algunos átomos de metal en una fracción total de hasta 1/8, mediante la creación de huecos vacantes en hierro. Una de tales estructuras es la pirrotina-4C (Fe7S8). Aquí el número "4" indica que los huecos vacantes en hierro forman una superred que es 4 veces mayor que la celdilla unidad en la dirección "C". La dirección C se escoge convencionalmente paralela al eje de simetría principal del cristal; esta dirección habitualmente se corresponde con el mayor espaciado de red.
Otros politipos incluyen: pirrotina-5C (Fe9S10), 6C (Fec11S12), 7C (Fe9S10) y 11C (Fe10S11). Cada politipo puede tener simetría monoclínica (M) o hexagonal (H), y además, algunas fuentes las etiquetas como, por ejemplo, no como 6C, sino 6H o 6M dependiendo de la simetría.

## Propiedades magnéticas
La red ideal de FeS, como la de la troilita, no es magnética. El ferromagnetismo que se observa ampliamente en la pirrotina se atribuye por tanto a la presencia de concentraciones relativamente grandes de vacantes de hierro (hasta un 20 %) en la estructura cristalina. Estos huecos disminuyen la simetría del cristal. Por tanto, las formas monoclínicas de la pirrotina son, en general, más ricas en defectos que las formas hexagonales simétricas y por ello, son más magnéticas. Al calentar hasta 320 °C, la pirrotina pierde su magnetismo, pero también empieza a descomponerse en magnetita. La magnetización de saturación de la pirrotina es 0,12 tesla.

## Yacimientos
La pirrotina es un mineral muy común, y su presencia se ha señalado en unas 10 500 localidades en el mundo. Sin embargo, en forma de cristales de buena calidad es mucho menos frecuente. Una localidad en la que se encuentran, y que es precisamente muy conocida por ello, es la mina Potosí, en Santa Eulalia, Aquiles Serdán, Chihuahua (México). En esta mina es también el sulfuro más abundante en la zona profunda de la mineralización. Se encuentran además ejemplares de pirita pseudomórficos de pirrotina. También se han encontrado ejemplares notables de pirrotina en la mina Huanzala, Huallanca, Bolognesi, Áncash (Perú). En España se han encontrado ejemplares con cristales diferenciados en la mina La Concepción, en Ojén (Málaga), y cristales pseudomorfizados a pirita en la mina Brunita, Sierra de Cartagena (Murcia).